# Schloss Wrana

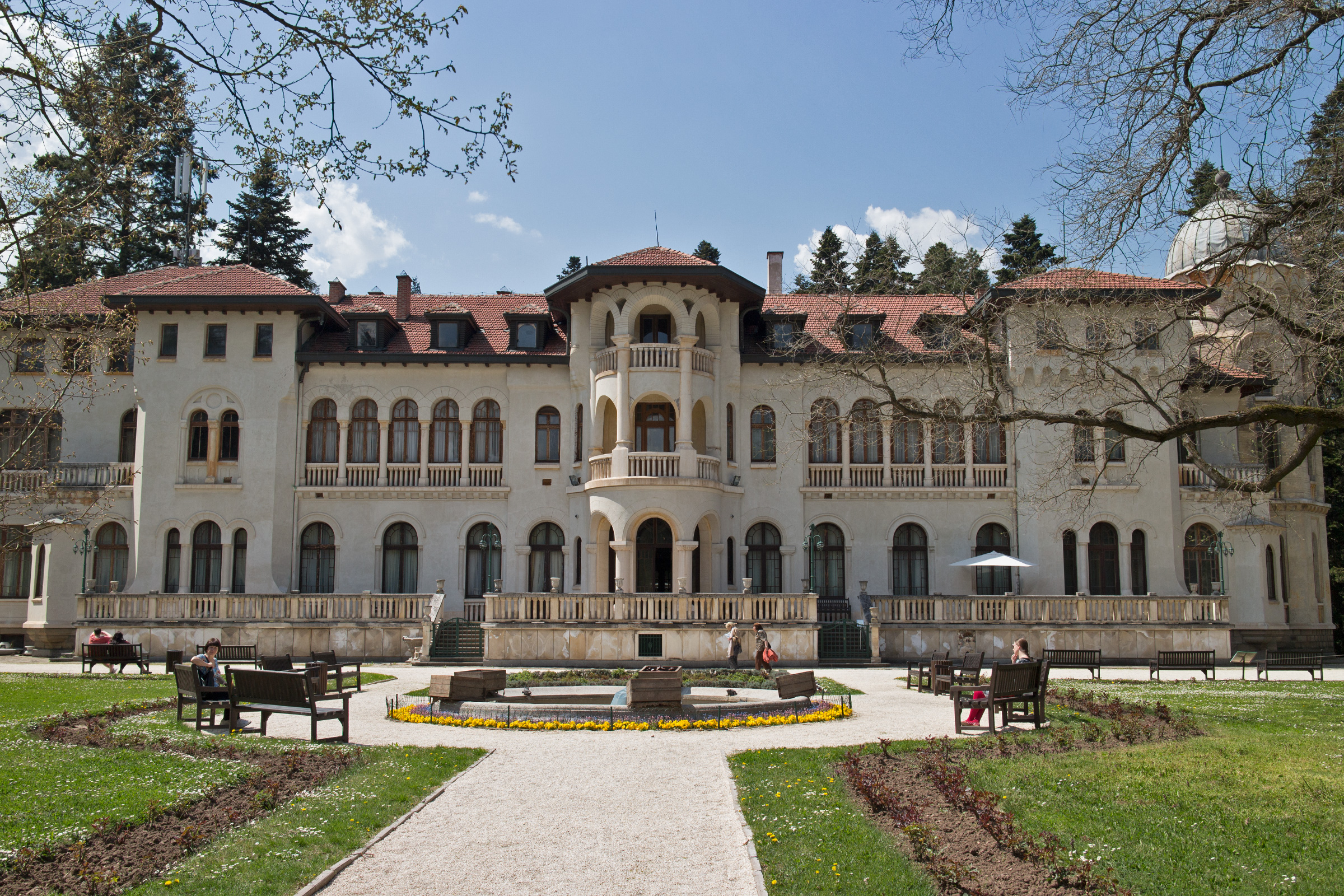
Schloss Wrana bei Sofia

Das Schloss Wrana (bulgarisch дворец Врана Dworez Wrana) am Stadtrand von Sofia ist der Wohnsitz des ehemaligen Königs Simeon II. von Bulgarien und seiner Frau Margarita. Während das Königliche Schloss im Stadtzentrum von Sofia als offizielle Residenz und das Schloss Euxinograd bei Warna am Schwarzen Meer als Sommerresidenz diente, verbrachte die königliche Familie die meiste Zeit an diesem Ort.

## Geschichte

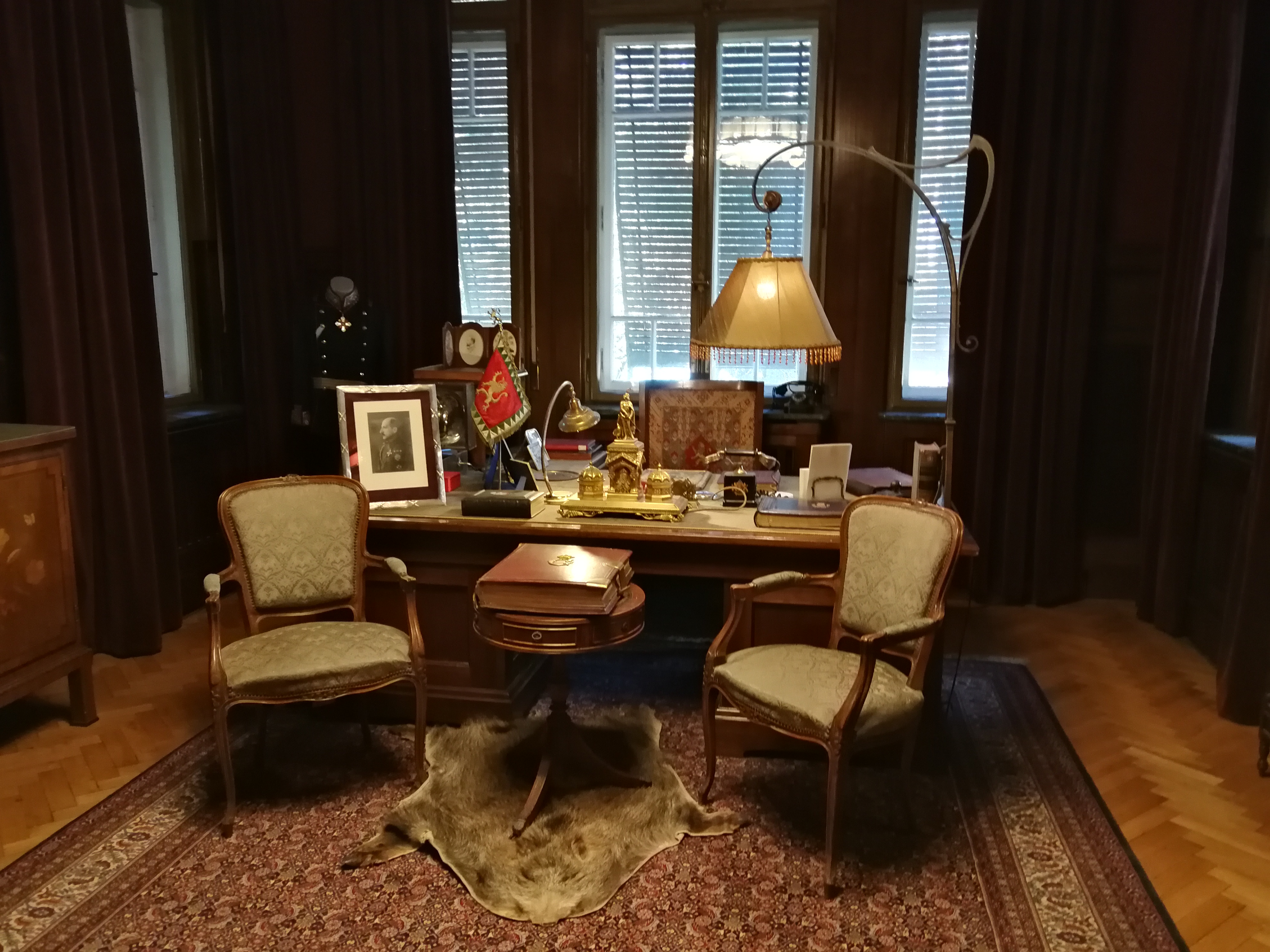
Rekonstruiertes Arbeitszimmer Boris III.

Das weitläufige Areal wurde 1898 vom damaligen Fürsten, späteren Zaren, Ferdinand I. angekauft und liegt am Stadtrand von Sofia. Das alte Schloss wurde 1904 als zweigeschoßige Jagdvilla errichtet, entworfen vom Architekt Georgi Fingow. 1909 bis 1914 wurde das neue Schloss nach Entwürfen von Nikola Lazarow errichtet. Der dreistöckige Bau diente auch repräsentativen Zwecken und kombiniert im Baustil byzantinische Elemente mit dem Stil der bulgarischen Renaissance und dem Jugendstil. Nach der Abdankung von Zar Ferdinand 1918 übernahm sein Sohn Boris III. das Schloss, nach dessen Tod 1943 lebte hier sein Nachfolger Simeon bis zur Abschaffung der Monarchie 1947. Während der kommunistischen Herrschaft nutzte Georgi Dimitroff das Schloss als eine seiner Residenzen.
1998 wurde Schloss Wrana an den letzten Zaren Simeon von Sachsen-Coburg und Gotha und seine Schwester Prinzessin Maria Luisa zurückgegeben. 1999 wurde der Park der Stadt Sofia übergeben und der Öffentlichkeit zugänglich gemacht. Im alten Schloss leben Zar Simeon und seine Frau Margarita. 2009 erließ das bulgarische Parlament ein Moratorium betreffend der Restitution der Besitzungen der königlichen Familie. Der Rechtsstreit ging bis nach Straßburg, 2020 entschied der Oberste Gerichtshof Bulgariens im Falle des Jagdschlosses Zarska Bistriza zugunsten des ehemaligen Königs.
Das neue Schloss wurde in den Jahren des Kommunismus schwer vernachlässigt und wird seit 2011 von der Stiftung Zar Boris und Königin Giovanna restauriert. Einige der Räume wurden wiederhergestellt, in anderen das königliche Archiv untergebracht. Stiftungszweck ist die Erforschung und Erhaltung der Geschichte des Königreichs Bulgarien.